# Cyrtodactylus culaochamensis
Il Cyrtodactylus culaochamensis Ngo, Grismer, Pham & Wood, 2020 è una specie di geco che vive nelle isole Cham, in Vietnam.

## Etimologia
Il suo nome significa Cyrtodactylus di Cù lao Chàm, e deriva dal nome della riserva marina che protegge gran parte delle isole Cham, la Riserva naturale di Cù lao Chàm, e dell'omonimo monte che sorge all'interno della riserva stessa.
Anche il nome vernacolare in lingua inglese (Cù Lao Chàm Bent–toed Gecko), in lingua tedesca (Cù-Lao-Chàm-Bogenfingergecko), in lingua danese (Cù Lao Chàm-buefingergekko) ed in lingua vietnamita (Th ằn l ằn chân ngón Cù Lao Chàm) hanno lo stesso significato.

## Descrizione
Il Cyrtodactylus culaochamensis è un geco di piccole dimensioni: la massima lunghezza muso-cloaca misurata è di 79,8 mm.
La parte superiore della testa è marrone con macchie scure bordate di colore più chiaro. L'iride è castana con pupilla verticale. Presenta due bande scure di forma irregolare anteriormente alle inserzioni degli arti anteriori che si trasformano in quattro bande spezzate posteriormente che assomigliano a macchie squadrate disposte trasversalmente; ha inoltre piccole macchie scure sparse sui fianchi.
La superficie dorsale degli arti è marrone, con bande più scure di forma irregolare. La coda ha 10 anelli alternati marrone scuro e chiaro. Presenta un ventre rosato con macchie giallastre sparse.
La specie a cui C. culaochamensis sembra essere più prossima è Cyrtodactylus pseudoquadrivirgatus.

## Biologia

### Comportamento
Tutti i campioni rinvenuti dagli erpetologi sono stati trovati di notte; si ritiene pertanto che sia una specie notturna. Si trovano più frequentemente su rocce vicino a corsi d'acqua o sugli alberi, fino a un massimo di 1,5 m da terra, durante la stagione delle piogge.

### Riproduzione
Le abitudini riproduttive di Cyrtodactylus culaochamensis non sono note.

## Distribuzione e habitat
La specie è stata rinvenuta esclusivamente su una delle isole Chàm, Hon Lao, nel Vietnam centrale, all'interno della Riserva naturale di Cù Lao Chàm. L'isola si trova al largo della città di Hội An.

## Conservazione
Lo stato di conservazione della specie non è ancora stato valutato.